# 花園大街

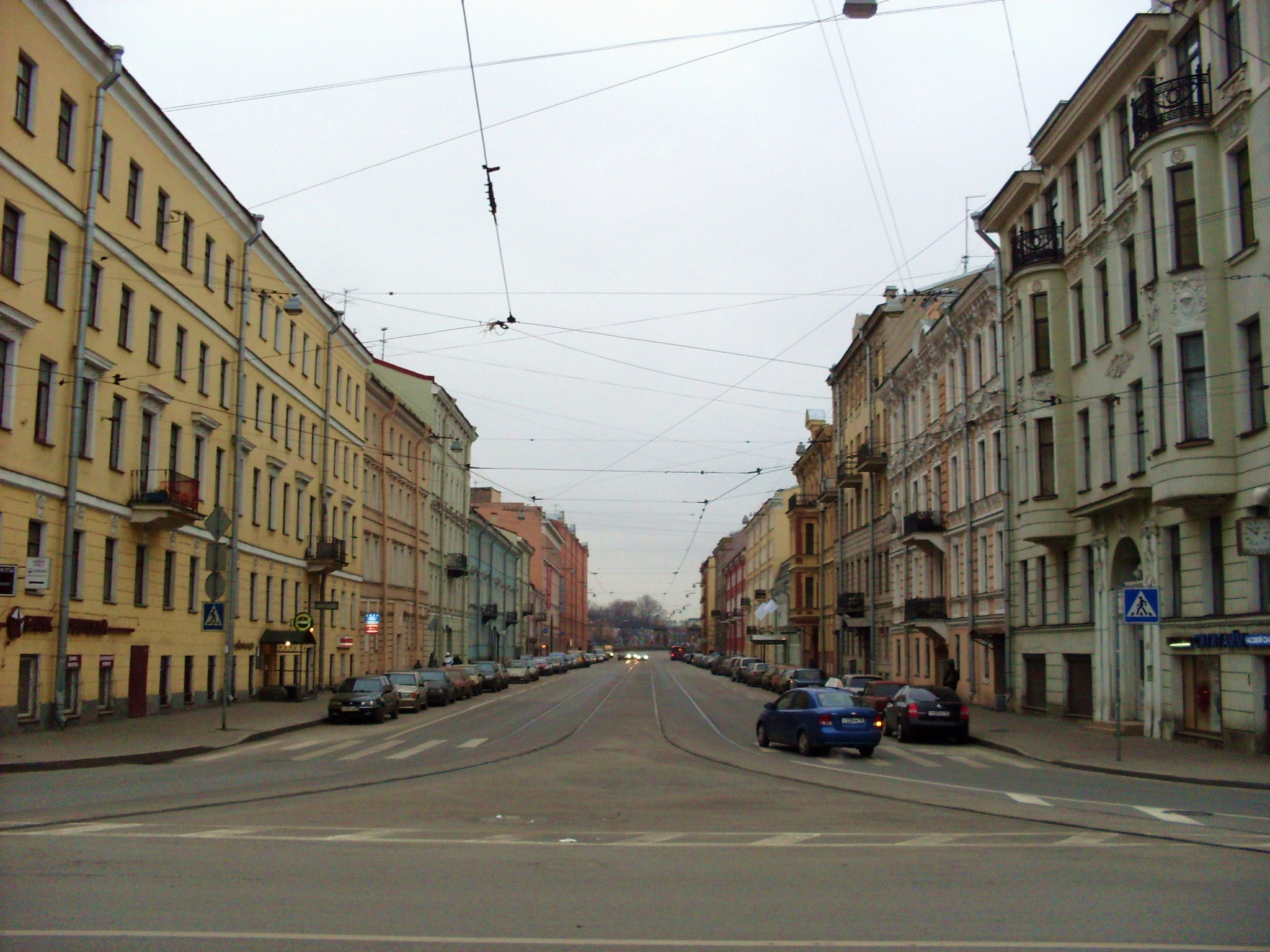
街景

花園大街（俄语：Садо́вая у́лица）是俄羅斯第二大城市聖彼得堡的一條街道，全長4,376公尺。由於昔日花園遍佈而得名。
東起莫伊卡河東南岸、俄羅斯博物館以東，西至格里博耶多夫運河西口。1923年10月9日至1944年1月12日曾名為7月3日大街，以紀念七月事件。